# دائرة الترجمة (الدولة العثمانية)
دائرة الترجمة أو مكتب الترجمة (بالتركية: Tercüme Odası)‏ أيضًا Terceme Odası، أو Terdjuman Odasi؛ (بالفرنسية: Direction de Traduction)‏ ويعرف أيضًا باسم Bureau des Interprètes أو Cabinet des Traducteurs كان جهازًا تابعًا لحكومة الإمبراطورية العثمانية قام بترجمة الوثائق من لغة إلى أخرى.
أنشأته الحكومة في عام 1821 حيث أرادت السلطات العثمانية تدريب فرقها الخاصة من المترجمين الأتراك بدلاً من استخدام يونان الفنار بسبب حرب الاستقلال اليونانية التي حدثت. نشأ معظم الموظفين في البعثات الدبلوماسية العثمانية في أوروبا من هذا المكتب.
زادت رواتب المكتب وأهميته بعد ثلاثينات القرن التاسع عشر في أعقاب معركة قونية ومعاهدة هونكار إسكله سي.
ابتكر المكتب نسخًا باللغة الفرنسية من الوثائق الرسمية، التي كانت تخدم الأجانب والعثمانيين من غير المسلمين.

## موظفون بارزون
- محمد أمين علي باشا[5]
- محمد فؤاد باشا

## روابط خارجية
- Kamay, Berna (سبتمبر 2012). "PUBLIC DIPLOMACY AND THE TRANSLATION OFFICE(TERCÜME ODASI) IN THE OTTOMAN EMPIRE(1839-1876)" (PDF). جامعة بيلكنت. مؤرشف من الأصل (PDF) في 2017-08-08. - Master's degree thesis